# Cai (stato)
Lo Stato di Cài(cinese: 蔡國; pinyin: Cài Guó) fu uno Stato della Cina sorto durante la dinastia Zhou (1122-256 a.C.), che raggiunse il culmine durante il Periodo delle Primavere e degli Autunni e si estinse all'inizio del Periodo dei regni combattenti (475-221 a.C.)

## Storia
Il primo re Zhōu, Wu ( ?-1043 a.C.) concesse titoli e territori al suo fratello più giovane, Jī Dù, che fu incoronato primo re di Zhùmǎdiàn, Henan (l'attuale Shanghai), e venne soprannomianto Cài Shúdù ("Zio Cai"). Suo figlio Jī Hú (Cài Zhòng), stabilì la capitale a Shàngcài.
Durante il periodo delle Primavere e degli Autunni, sia a causa della debole autorità centrale del re Zhou, che dall'invasione da parte dello Stato di Chǔ, lo Stato di Caì fu costretto a spostare nel 531 a.C. la capitale prima a Xīncài e successivamente a Zhōulái (州來), oggi Fengtai (鳳台)) Huainan, Anhui) e in un louogo chiamato Xiàcài (下蔡).
Nel 447 a.C. il re Hui di Chu conquistò lo Stato di Cài che divenne una zona strategica della frontiera settentrionale di Chǔ. Al marchese di Cai fu permesso migrare a sud presso il Fiume Giallo in un'area ora chiamata Changde, Hunan, e fondare la città di Gāocài(高蔡); 80 anni più tardi anche questo territorio autonomo scomparve.

## Sovrani di Cài
I sovrani di Cai furono tutti legati alla famiglia imperiale di Zhōu (Ji) con il rango di marchese.
1. Cài Shúdù (蔡叔度) (Jī Dù 姫度)
2. Cài Zhòng (蔡仲) (Jī Hú 姫胡)
3. Cài Bóhuāng (蔡伯荒) (Jī Bóhuāng 姫伯荒)
4. Cài Gōnghóu (蔡宮侯)
5. Cài Lìhóu (蔡厲侯)
6. Cài Wǔhóu (蔡武侯) (863-837 a.C.)
7. Cài Yíhóu (蔡夷侯) (837-809)
8. Cài Líhóu (蔡釐侯) (Jī Suǒshì 姫所事) (809-761)
9. Cài Gònghóu (蔡共侯) (Jī Xìng 姫興) (761-760)
10. Cài Dàihóu (蔡戴侯) (759-750)
11. Cài Xuānhóu (蔡宣侯) (Jī Cuòfù 姫措父) (749-715)
12. Cài Huánhóu (蔡桓侯) (Jī Fēngrén 姫封人) (714-695)
13. Cài Āihóu (蔡哀侯) (Jī Xiànwǔ 姫獻舞) (694-675)
14. Cài Mùhóu (蔡穆侯) (Jī Xì 姫肸) (674-646)
15. Cài Zhuānghóu (蔡莊侯) (Jī Jiǎwǔ 姫甲午) (645-612)
16. Cài Wénhóu (蔡文侯) (Jī Shēn 姫申) (611-592)
17. Cài Jǐnghóu (蔡景侯) (Jī Gù 姫固) (591-543)
18. Cài Línghóu (蔡靈侯) (Jī Bān 姫般) (542-531)
19. Cài Pínghóu (蔡平侯) (Jī Lú 姫廬) (530-522)
20. Cài Dàohóu (蔡悼侯) (Jī Dōngguó 姫東國) (521-519)
21. Cài Zhāohóu (蔡昭侯) (Jī Shēn 姫申) (518-491)
22. Cài Chénghóu (蔡成侯) (Jī Shuò 姫朔) (490-472)
23. Cài Shēnghóu (蔡聲侯) (Jī Chuǎn 姫産) (471-457)
24. Cài Yuánhóu (蔡元侯) (456-451)
25. Cài Hóuqí (蔡侯齊) (Jī Qí 姫齊) (450-447 a.C.)